# Pic d'Elliot
Dendropicos elliotii
Espèce
Statut de conservation UICN

 LC  : Préoccupation mineure
Synonymes
- Mesopicos elliotii

Le Pic d'Elliot (Dendropicos elliotii), anciennement connu en tant que Pic d'Elliott, est une espèce d'oiseaux de la famille des Picidae. 

## Répartition
Son aire de répartition s'étend sur  l'Angola, le Cameroun, le Gabon, le Nigeria, l'Ouganda, la République centrafricaine, la République du Congo, la République démocratique du Congo, la Guinée équatoriale et le Rwanda.

## Liste des sous-espèces
D'après la classification de référence (version 5.1, 2015) du Congrès ornithologique international, cette espèce est constituée des deux sous-espèces suivantes (ordre phylogénique) :
- Dendropicos elliotii johnstoni (Shelley, 1887) (inclus D. e. kupeensis (Serle, 1952)) ;
- Dendropicos elliotii elliotii (Cassin, 1863) (inclus D. e. gabela (Rand & Traylor, 1959)).

Le Congrès ornithologique international (COI) traite l'ancienne sous-espèce D. e. kupeensis comme une population hybride, étant donné que ses caractéristiques morphologiques sont intermédiaires entre les sous-espèces johnstoni et elliotii. Le COI considère aussi que la sous-espèce gabela n'est pas distincte de la sous-espèce elliotii et que sa validité n'est pas démontrée.